# Costumer's Choice (Part Two)
Costumer's Choice (Part Two) är The Casual Brothers andra EP. Den kom ut 2003.

## Låtlista
Sida A:
1. Too Much (To Handle)
2. A Bittersweer(Retrospective)
3. One Destiny (Three Versions)

Sida B:     
1. Too Much (To Handle) (Instrumental)
2. A Bittersweet (Retrospective) (Instrumental)
3. One Destiny (Three Versions) (Instrumental)